# Koszmosz–1067
Koszmosz–1067  (oroszul: Космос 1067) Koszmosz műhold, a szovjet műszeres műhold-sorozat tagja. Geodéziai műhold

## Küldetés
A Szfera program szerinti feladata a Föld geofizikai paramétereinek nagy pontossággal (3-6 ívmásodperc) történő meghatározása. Méréseivel rögzítették a kontinensek egymástól való távolságát, feltárták a geofizikai jellegű fizikai jelenségeket.

## Jellemzői
Tervezte a Szövetségi Kozmikus Mérnöki Akadémia (Всесоюзная инженерно-космическая Краснознаменная академия им. А. Ф. Можайского). Gyártotta az OKB–586 (OKB Juzsnoje; ma: Pivdenne) Dnyipropetrovszk (oroszul: Днепропетровск), Ukrajnában. Üzemeltetője a Honvédelmi Minisztérium (Министерство обороны–MO).
Megnevezései: COSPAR:1978-122A; GRAU-kód: 11F621; Kódszáma: 11168.
1978. december 26-án a Pleszeck űrrepülőtérről, az LC–132/2 (LC–Launch Complex) jelű indítóállványról  egy Koszmosz–3M (11K65M) típusú hordozórakétával juttatták alacsony Föld körüli pályára (LEO = Low-Earth Orbit). Az orbitális egység pályája 109 perces, 82.9° hajlásszögű, elliptikus pálya perigeuma 1156 kilométer, apogeuma 1213 kilométer volt.
A sorozat felépítését, szerkezetét, alapvető fedélzeti rendszereit tekintve egységesített, szabványosított űreszköz. Nincs navigációs meghajtórendszere. Tájolása alkalmazkodik a Föld mágneses-gravitációs törvényszerűségéhez. Szolgálati idejét 6 hónapra tervezték. Tömege 750 kilogramm. A hengeres test átmérője 1,2–2, magassága 1,8–2,1 méter. Termosztatikus (fűtés, hűtés) hőmérséklet szabályzóval ellátott. Telemetriai rendszerének működését antennák beépítésével segítették. Az űreszközhöz napelemeket (3x2,04 méter) rögzítettek, illetve felületét napelemek borították (100W), éjszakai (földárnyék) energiaellátását újratölthető nikkel-kadmium akkumulátorok biztosították.